# Gramática de construcciones
La gramática de construcciones (a menudo abreviada CxG para inglés: Construction Grammar) es una familia de teorías  sociobiológicas dentro del campo de la lingüística cognitiva y evolutiva. Estos postulan que el lenguaje humano consiste en construcciones, o combinaciones aprendidas de formas lingüísticas con significados. Las construcciones corresponden a replicadores o memes en memética y otras teorías de replicadores culturales.
El término 'construcción' reemplaza varios conceptos de la lingüística, incluidas las palabras (bicicleta, karaoke), morfemas (anti- ,  -mente), expresiones fijas y modismos (tirar la casa por la ventana, A lo hecho, pecho) y reglas gramaticales abstractas como la voz pasiva (El gato fue atropellado por un automóvil). Se considera que cualquier patrón lingüístico es una construcción, siempre y cuando algún aspecto de su forma o su significado no pueda predecirse a partir de sus componentes o de otras construcciones. En la gramática de la construcción, se entiende que cada enunciado es una combinación de múltiples construcciones diferentes, que juntas especifican su significado y forma precisos.
Los defensores de la gramática de la construcción argumentan que el lenguaje y la cultura no están diseñados por personas, sino "emergentes" o construidos automáticamente en un proceso que se compara con la selección natural de las especies; o la formación de construcciones naturales como los nidos hechos por  insectos sociales. La gramática de la construcción se asocia con conceptos de la lingüística cognitiva que tienen como objetivo demostrar de diversas maneras por qué el comportamiento humano racional y creativo es automático y no planificado.

## Historia
Históricamente, la noción "Gramática de la Construcción" ha desarrollado ideas de “normas globales” y “ normas trans-derivacionales” en semántica generativa, junto con la idea de semántica generativa de la restricción satisfactoria del sistema. El ensayo de George Lakoff, titulado “Amalgamas Sintéticas” escrito en 1974 (Sociedad Lingüística de Chicago) supone un reto para la idea de la derivación transformacional.
La construcción de la gramática fue espoleada por el desarrollo de la semántica cognitiva que empezó en 1975 y se extendió hasta mediados de los 80. El ensayo de Lakoff de 1977, "Lingüistas Gestálticos" (Sociedad Lingüística de Chicago, 1977) fue una versión previa del CxG, en la que argumentaba que el completo significado de este no era la función composicional del significado de las piezas juntas a nivel local. En cambio, él sugería que la construcción en sí misma debe de tener significado.
La construcción gramatical fue desarrollada en los 80 por lingüistas como Charles Fillmore, Paul Kay y George Lakoff.
La construcción gramatical fue desarrollada en el orden que se manejaban casos que intrínsecamente fueron más allá de la capacidad de gramática generativa.
El estudio temprano fue “Hay construcciones”, la cual aparece como Caso de estudio 3 en el proyecto de George Lakoff “Mujer, fuego y cosas peligrosas”. Este argumenta que el significado de todo no era la función del significado de las partes, que las propiedades gramaticales impares del Deictic “Hay construcciones” seguido desde el pragmático significado de la construcción, y las variaciones de la construcción central podría ser visto como simples extensiones usando la forma-significado en pares de la construcción central.
Fillmore et al. (1988) su trabajo en inglés ‘let alone’ fue un clásico secundario de construcción. Estos dos papeles propulsan lingüistas cognitivos dentro del estudio de CxG.

## Sintaxis- léxico continuo
A diferencia del modelo componencial, la construcción gramática niega alguna estricta distinción entre los dos y propone una sintaxis- léxico continuo. El argumento va con palabras y construcciones complejas, ambos son pares de formas y significado y se diferencian solo complejidad simbólica interna. En lugar de módulos discretos y subjetivos a procesos muy diferentes, estos forman los continuos externos (de regular a idiosincrásico) sintaxis > marco de subcategorización > idioma > morfología > categoría sintáctica > palabra/léxico (estos son los términos tradicionales; construcciones gramaticales usan diferentes terminologías).

## Sinonimia y monotonía
Como construcción gramática es basado en esquemas y taxonomías, esto no opera con reglas dinámicas de derivación. Más bien, es monotónico.
Porque la construcción gramática no opera con derivaciones superficiales desde estructuras subyacentes, esto adhiere al funcionamiento lingüístico Dwilight Bolinger’s principio de sinonimia, en el cual Adele Goldberg elabora su libro.
Esto significa que la construcción de gramáticos argumenta, por ejemplo, que las versiones activas y pasivas de la misma proposición no se derivan de una estructura subyacente, sino que son ejemplos de dos diferentes construcciones. 
Como construcciones son pares de forma y significado, las versiones activas y pasivas de la misma proposición no son sinónimos, Pero muestran diferencias en el contenido: en este caso el contenido pragmático.

## Algunas gramáticas de construcción
Como se mencionó anteriormente, la gramática de la construcción es una "familia" de teorías en lugar de una teoría unificada. Hay una serie de marcos de gramática de construcción formalizados. Algunos de estos son:

### Gramática de construcción de Berkeley
La gramática de construcción de Berkeley se enfoca en los aspectos formales de las construcciones y hace uso de marco basado en la unificación para la descripción de la sintaxis, no como a diferencia de la gramática de la estructura de frases dirigida por la cabeza. Sus desarrolladores incluyen a Charles Fillmore, Paul Kay, Laura Michaelis, y hasta cierto punto a Ivan Sag. Inmanente dentro de los trabajos de BCG como Fillmore y Kay 1995 y Michaelis y Ruppenhofer 2001 es la noción de que las representaciones frasales (relaciones de integración) no deben usarse para representar propiedades combinatorias de lexemas o clases de lexemas. 
Por ejemplo, BCG abandona la práctica tradicional de usar dominación sin ramificación (NP sobre N 'sobre N) para describir valores nominales indeterminados que funcionan como NP, en lugar de introducir una construcción de determinación que requiere (' pide ') una hermana nominal no máxima y una característica de "maximalidad" léxica para la cual los sustantivos en plural y en masa no están marcados. BCG también ofrece una representación basada en la unificación de patrones de 'estructura de argumentos' como entradas de lexemas verbales abstractas ('construcciones de enlace'). Estas construcciones de enlace incluyen transitivo, objetivo oblicuo y construcciones pasivas. Estas construcciones describen clases de verbos que se combinan con construcciones de frases como la construcción de VP pero no contienen información de frases en sí mismas.

### Gramática de construcción basada en signos
A mediados de la década de 2000, varios de los desarrolladores de BCG, incluidos Charles Fillmore, Paul Kay, Ivan Sag y Laura Michaelis, colaboraron en un esfuerzo por mejorar el rigor formal de BCG y aclarar sus convenciones de representación. El resultado fue la gramática de construcción basada en signos (SBCG). SBCG se basa en una jerarquía de herencia múltiple de estructuras de características escritas. El tipo más importante de estructura de características en SBCG es el signo, con subtipos palabra, lexema y frase. La inclusión de la frase dentro del canon de signos marca una desviación importante del pensamiento sintáctico tradicional. En SBCG, los signos frasales se autorizan por correspondencia a la madre de alguna construcción lícita de la gramática. Una construcción es un árbol local con signos en sus nodos. 
Las construcciones combinatorias definen clases de construcciones. SBCG es a la vez formal y generativo; mientras que los gramáticos cognitivo-funcionales a menudo se han opuesto a sus estándares y prácticas a los de los gramáticos formales y generativos, en realidad no existe incompatibilidad entre un enfoque formal y generativo y una gramática rica, de amplia cobertura y funcional. Simplemente sucede que muchas teorías formales y generativas son gramáticas descriptivamente inadecuadas. SBCG es generativo de una manera que las teorías predominantes centradas en la sintaxis no lo son: sus mecanismos están destinados a representar todos los patrones de un lenguaje dado, incluidos los idiomáticos; no hay una gramática 'central' en SBCG.
SBCG es una teoría basada en licencias, en oposición a una que genera libremente combinaciones sintácticas y usa principios generales para prohibir los ilícitos: una palabra, lexema o frase está bien formada si y solo si está descrita por un lexema o construcción. 
Los trabajos recientes de SBCG se han ampliado en el modelo lexicalista de combinar expresiones idiomáticamente esbozadas en Sag 2012.

### Gramática de la construcción de Goldberg/Lakoff
El tipo de construcción gramatical asociada con lingüistas como Goldberg y Lakoff busca principalmente en las relaciones externas de construcciones y la estructura de redes constructivas. En términos de forma y función, este tipo de la gramática de construcción pone la plausibilidad psicológica como su desideratum más alto. También se basa en ciertos principios de la lingüística cognitiva. En el Goldbergian Strand, las construcciones interactúan entre sí en una red a través de cuatro relaciones de herencia: enlace por polisemia, enlace de subpartes, extensión metafórica y finalmente vínculo de instancia.

### Gramática cognitiva.
A veces, el marco de gramática cognitiva de Ronald Langacker se describe como un tipo de gramática de la construcción. La gramática cognitiva se ocupa principalmente del contenido semántico de las construcciones, y su argumento central es que conceptuales semántica es primario en la medida en que forman los espejos, o es motivado por, contenido. Langacker sostiene que hasta las unidades gramaticales abstractas como clases de la parte de la oración son semánticamente motivadas e implican ciertas conceptualizaciones.

### Gramática de construcciones radical.
La gramática de construcción radical de Guillermo A. Croft está diseñada con objetivos tipológicos y tiene en cuenta los factores interlingüísticos. Se trata principalmente de la estructura interna de las construcciones. La gramática de la construcción radical es totalmente no reduccionista, y Croft sostiene que las construcciones no son derivadas de sus partes, pero que las partes se derivan de las construcciones que aparecen en. Así, en la gramática de construcción radical, las construcciones son comparadas con Gestalts. La gramática radical de la construcción rechaza la idea de que las categorías sintácticas, los roles y las relaciones son universales y argumenta que no solo son específicos de cada idioma, sino también la construcción específica.
Por lo tanto, no hay universales que hagan referencia a categorías formales, ya que las categorías formales son específicas del lenguaje y de la construcción. Los únicos universales se encuentran en los patrones relativos al mapeo del significado en la forma. La construcción radical de la gramática rechaza la noción de relaciones sintácticas y las reemplaza por relaciones semánticas. Al igual que la gramática de la construcción de Goldbergian / Lakovian y la gramática cognitiva, la gramática de la construcción radical está estrechamente relacionada con la lingüística cognitiva, y al igual que la gramática cognitiva, la gramática de la construcción radical se basa en la idea de que la forma tiene una motivación semántica.

### Gramática de construcciones corporizada.
La gramática de construcciones corporizada (ECG), que está siendo desarrollada por el grupo Neural Theory of Language (NTL,  Teoría neuronal del lenguaje) en ICSI, UC Berkeley y la universidad de Hawaiʻi, particularmente incluyendo Benjamin Bergen y Nancy Chang, adopta la definición básica de la construcción de una construcción gramatical, pero enfatiza la relación del contenido semántico de la construcción con la corporización (embodiment) y las experiencias sensorimotoras. Una reclamación central consiste en que el contenido de todos los signos lingüísticos implica simulaciones mentales y es por último dependiente de esquemas de la imagen básicos de la clase abogada por Mark Johnson y George Lakoff, y por tanto ECG se alinea con la lingüística cognoscitiva.
Como la construcción gramatical, encarna la construcción gramática hace uso de una unificación basado en el modelo de representación.Una introducción no técnica a la teoría NTL detrás de la gramática de construcción encarnada así como la propia teoría y una variedad de aplicaciones puede ser encontrada en Jerome Feldman De la Molécula a la Metáfora: Una Teoría de Los nervios de Lengua (Prensa de MIT, 2006).

### Gramática de construcción fluida.
La gramática de la construcción de fluidos (FCG) fue diseñada por Luc Steels y sus colaboradores para hacer experimentos sobre los orígenes y la evolución del lenguaje.  FCG es un formalismo totalmente operacional y computacionalmente puesto en práctica para gramáticas de construcción y propone un mecanismo uniforme para análisis sintáctico y producción. Por otra parte, se ha demostrado a través de experimentos robóticos que las gramáticas FCG pueden ser puestas a tierra en la encarnación y experiencias sensoriomotora.
FCG integra muchas nociones de la lingüística computacional contemporánea como estructuras del rasgo y procesamiento de la lengua basado en la unificación. Las construcciones se consideran bidireccionales y de ahí utilizables tanto para análisis sintáctico como para producción. El procesamiento es flexible en el sentido que se puede enfrentar hasta con oraciones parcialmente no gramaticales o incompletas. FCG es llamado 'el fluido' porque reconoce la premisa que los usuarios de la lengua constantemente cambie y actualicen sus gramáticas. La investigación sobre FCG se lleva a cabo en Sony CSL París y en el laboratorio AI en la Vrije Universidad de Bruselas.

### Otros
Además hay varios gramáticos de construcción que operan dentro del marco general sin afiliarse a ningún programa específico de gramática de la construcción. Hay un interés creciente en el aspecto diacrónico de construcciones gramaticales y así en la importación de métodos e ideas de estudios de gramaticalización.
Otra área de creciente interés es la pragmática de las construcciones pragmáticas. Esta es probablemente una de las razones por las que el modelo basado en uso está ganando popularidad entre la construcción gramáticos. Otra área de interés creciente entre la construcción gramáticos es la de adquisición de la lengua que se debe principalmente al trabajo de Michael Tomasello.Mats Andrén acuñó el término construcciones multimodales para explicar construcciones que incorporan tanto el gesto (conventionalized) como el discurso.

## Crítica
Esa Itkonen, que defiende la lingüística humanista y se opone a la lingüística darwiniana, cuestiona la originalidad del trabajo de Adele Goldberg, Michael Tomasello, Gilles Fauconnier, William Croft y George Lakoff. Según Itkonen, los gramáticos de construcción se han apropiado de viejas ideas en lingüística agregando solo algunas afirmaciones falsas. Por ejemplo, el tipo de construcción y la combinación conceptual corresponden a analogía y 'blend', respectivamente, en los trabajos de William Dwight Whitney, Leonard Bloomfield, Charles Hockett y otros.
Por otro lado, la afirmación hecha por los gramáticos de la construcción, de que su investigación representa una continuación de la lingüística  saussureana, se ha considerado engañosa. La filóloga alemana Elisabeth Leiss considera la gramática de la construcción como una regresión, vinculándola con el darwinismo social del siglo XIX de August Schleicher.